# 永田聖一朗
永田 聖一朗（ながた せいいちろう、1998年7月9日 - ）は、日本の俳優である。静岡県出身。ワタナベエンターテインメント、株式会社SUIを経て、現在はフリーにて活動中。

## 略歴
- 2016年12月ミュージカル『テニスの王子様』3rdシーズン菊丸英二役で本格的に俳優デビュー[2]。
- 2017年10月2日にワタナベエンターテインメントから株式会社SUIに移籍[3][4]。
- 2023年11月5日に配信が開始された『仮面ライダーガッチャード』のスピンオフ『仮面ライダーガッチャード VS 仮面ライダーレジェンド』で主演 鳳桜・カグヤ・クォーツ / 仮面ライダーレジェンド役を演じ、翌年にはテレビ本編や劇場版にも出演を果たす[5]。
- 2024年4月30日付で株式会社SUIを退社、翌5月1日よりフリーランスへ転身。7月1日にはオフィシャルファンクラブならびにオフィシャルサイトを開設する[6][7][8]。

## 人物
- 【趣味】サウナ・ウクレレ・日本舞踊[9]
- 【特技】フラワーアレンジメント・バスケットボール[10]
- 【サイズ】H177・B84・W71・H91・Shoes27[11]
- 【資格】2021年に日本デザインプランナー協会のフラワーアレンジメントデザイナー・2024年4月に普通自動車免許を取得
- 【SHOP】2024年5月16日に期間限定でフラワーショップ・FLORE21とコラボし、Flower Shop 永田をオープン。同月20日17時よりオンラインにて販売開始された第一弾は即日完売[12][13]。その後急遽追加販売が決まり6月2日に再度開催される[14]。そして、第二弾の開催が翌年2025年7月9日、自身の誕生日に決定。誕生日当日の0時より販売が開始された[15][16]。
- 【MBTI】ESFP

## 出演
太字は主演作品

### 舞台
- ミュージカル『テニスの王子様 』3rdシーズン - 菊丸英二役
  - 青学vs六角（2016年12月22日 - 2017年2月12日、TOKYO DOME CITY HALL 他）[17]
  - Dream Live 2017（2017年5月26日 - 28日、横浜アリーナ）[18]
  - 青学vs立海（2017年7月14日 - 10月1日、TOKYO DOME CITY HALL 他）[19]
  - TEAM Party SEIGAKU・ROKKAKU（2017年10月26日 - 11月5日、AiiA 2.5 Theater Tokyo 他）[20]
  - 青学vs比嘉（2017年12月21日 - 2018年2月18日、TOKYO DOME CITY HALL 他）[21]
  - Dream Live 2018（2018年5月5日 - 20日、横浜アリーナ 他）[22]
- 野球 飛行機雲のホームラン（2018年7月27日 - 8月26日、サンシャイン劇場 他） - 大竹明治 役[23][24]
- 舞台『モブサイコ100』
  - 裏対裏（2018年9月13日 - 23日、天王洲 銀河劇場 他） - ショウ 役[25]
  - 〜激突！爪第7支部〜（2021年8月6日 - 15日、ヒューリックホール東京） - 鈴木将 役[26]
- 銀河英雄伝説 Die Neue These - 主演 ラインハルト・フォン・ミューゼル（ローエングラム） 役[27]
  - 銀河英雄伝説 Die Neue These（2018年10月25日 - 28日、Zepp DiverCity TOKYO）
  - 〜第二章 それぞれの星〜（2019年5月30日 - 6月9日、Zepp DiverCity TOKYO）[28]
  - 〜第三章 嵐の前〜（2019年10月24日 - 11月3日、Zepp DiverCity TOKYO）[29]
- 歳が暮れ・るYO 明治座大合戦祭（2018年12月28日 - 31日、明治座 / 2019年1月19日、梅田芸術劇場 メインホール） - 武田信繁 役[30][31]
- 舞台『機動戦士ガンダム00』 - ティエリア・アーデ 役[32]
  - -破壊による再生-（2019年2月15日 - 18日、日本青年館ホール / 2月23日・24日、森ノ宮ピロティホール）[32][33]
  - -破壊による覚醒-Re:(in)novation（2020年7月17日 - 26日、新国立劇場 中劇場）※公演延期[34][35]
  - -破壊による覚醒-Re:(in)novation（2022年2月7日 - 14日、新国立劇場 中劇場）※当初予定されていた2月5日・6日の4公演が中止になり初日は2月7日へと変更になった[36]
- 舞台『俺たちマジ校デストロイ』 - 矢野喜助（キスケ） 役[37]
  - 俺たちマジ校デストロイ（2019年3月21日 - 30日、シアター1010）
  - NEO☆FES（2019年11月4日、日本青年館ホール）[38]
- 西遊記〜千変万化〜（2019年4月25日 - 5月5日、俳優座劇場） - 猪八戒 役[39][40]
- 斬劇『戦国BASARA』 - 徳川家康 役[41][42]
  - 天政奉還（2019年7月12日 - 28日、ヒューリックホール東京 / 梅田芸術劇場 シアター・ドラマシティ）[43]
  - 豊臣滅亡（2020年4月10日 - 19日、品川プリンスホテル ステラボール / 4月24日 - 26日、AiiA 2.5 Theater Kobe）※公演中止[34][42]
- 大正浪漫探偵譚-万華鏡への招待状-（2019年9月11日 - 16日、あうるすぽっと） - 南澤譲 役[44]
- 脳内クラッシュ演劇『DRAMAtical Murder』 - 主演 蒼葉 役[45]
  - DRAMAtical Murder（2019年12月20日 - 29日、品川プリンスホテル ステラボール） - 初演
  - フラッシュバック（2023年4月28日 - 5月7日、品川プリンスホテル ステラボール） - 再演 ※体調不良のため降板（2023年3月31日発表）[46]
- 明治座の変〜麒麟にの・る〜（2019年12月30日、明治座） - 1部ゲスト出演 ルイス・フロイス 役、2部ゲスト審査員
- タイムトラブルバルコニー（2020年1月31日 - 2月9日、シアターサンモール） - 主演 丸岡一樹（マル） 役
- 舞台版『誰ガ為のアルケミスト』〜聖ガ剣、十ノ戒〜（2020年3月13日 - 22日、新宿FACE[34] / 無観客LIVE配信〈ニコニコ生放送〉） - フューリー 役[47]
- 舞台『ギリシャ神話劇場 神々と人々の日々』（2020年5月16日 - 23日、渋谷区文化総合センター大和田） - アキレウス 役[48] ※公演中止[34]
- 「⽇本の劇」戯曲賞2019最優秀作品『ガラスの部屋のミューズ』（2020年10月14日 - 18日、恵比寿・エコー劇場） - テルホ 役[49]
- RICE on STAGE『ラブ米』 - ＜関西稲穂学園＞はつしも 役[50][51]
  - 〜Rice will come again〜（2020年11月19日 - 29日、品川プリンスホテル クラブeX）[50]
  - 〜Rice will come〜（2021年11月18日 - 28日、品川プリンスホテル クラブeX）[51]
- ミュージカル『刀剣乱舞』 - 村雲江 役[52][53]
  - -東京心覚-（2021年3月7日 - 5月23日、TOKYO DOME CITY HALL 他）[52]
  - 真剣乱舞祭 2022（2022年5月8日 - 6月26日、国立代々木競技場 第一体育館 他）[53]
  - 江 おん すていじ 新編 里見八犬伝（2022年12月11日 - 23日、日本青年館ホール / 2023年1月13日 - 22日、梅田芸術劇場 メインホール）
  - ㊇ 乱舞野外祭（すえひろがり らんぶやがいまつり）（2023年9月17日 - 24日、富士急ハイランド・コニファーフォレスト）[54]
  - 江 おん すていじ ぜっぷつあー（2023年12月20日 - 2024年1月18日、Zepp Nagoya 他）[55]
  - 祝玖寿 乱舞音曲祭（いわいのくじゅ らんぶおんぎょくさい）（2024年10月5日 - 12月1日、Kアリーナ横浜 他）[56]
  - 江 おん すていじ ぜっぷつあー りぶうと（2025年5月3日 - 29日、Zepp DiverCity TOKYO 他）[57][58]
  - 目出度歌誉花舞 十周年祝賀祭（めでたやうたのほまれはなのまい）（2025年7月29日 - 30日、東京ドーム）[59]
- アナタを幸せにする世界の伝説シリーズ アナ伝vol2『霧の中のノスフェラトゥ〜ドラキュラ伝説〜』（2021年9月16日 - 23日、シアターサンモール） - ドラキュラ / ヴラド3世 役[60]
- 迷宮歌劇「美少年探偵団」 - 袋井満 役
  - 迷宮歌劇「美少年探偵団」（2021年12月31日 - 2022年1月10日、天王洲 銀河劇場）[61]
  - 迷宮歌劇「続・美少年探偵団」（2025年3月3日 - 3月9日、天王洲 銀河劇場 / 2025年3月14日 - 3月16日、サンケイホールブリーゼ）[62][63]
- 時速246億 『バック・トゥ・ザ・ホーム・ファイナル』（2022年8月24日 - 9月4日、シアターサンモール） - 聖一朗 役
- 特殊ミステリー歌劇『心霊探偵八雲』
  - -思考のバイアス-（2023年3月2日 - 21日、Mixalive TOKYO Theater Mixa） - 矢口 役
  - -呪いの解法-（2024年2月21日 - 3月3日、品川プリンスホテル クラブeX） - 矢口皇聖 役
- 舞台『ナナシ-第七特別死因処理課-』（2023年10月27日 - 11月5日、天王洲 銀河劇場） - ツヨビ 役[64]
- 舞台『賭ケグルイ』（2025年9月5日 - 14日、シアターH） - 鈴井涼太 役[65]

### テレビドラマ
- ダメな私に恋してください 最終話（2016年3月15日、TBS）
- 私 結婚できないんじゃなくて、しないんです（2016年7月、TBS）
- 第3回「ドラマ甲子園」大賞受賞作品『変身』（2016年10月19日、フジテレビTWO）
- ギリシャ神話劇場 神々と人々の日々（2020年4月6日 - 6月22日、TOKYO MX / 4月9日 - 6月25日、BS11） - アキレウス 役
- 仮面ライダーガッチャード 第33 - 35話・最終話（2024年4月28日 - 5月12日・8月25日、テレビ朝日） - 鳳桜・カグヤ・クォーツ / 仮面ライダーレジェンド 役

### Webドラマ
- DMM×2.5次元 新プロジェクト『2.5次元的世界』DMM TV オリジナルドラマ「ナナシ-第七特別死因処理課-」
  - season1（2023年1月16日 - 、全7話、DMM TV） - ツヨビ 役
  - season2（2024年2⽉28⽇ - 、全4話、DMM TV） - ツヨビ 役
- 仮面ライダーガッチャードVS仮面ライダーレジェンド（2023年11月5日・26日、YouTube 他 全7プラットフォーム） - 主演 鳳桜・カグヤ・クォーツ / 仮面ライダーレジェンド 役[66]

### テレビ番組
- 2021FNS歌謡祭 第2夜（2021年12月8日、フジテレビ） - ミュージカル『刀剣乱舞』刀剣男士 村雲江 役
- ろくにんよれば町内会「ロクマチ高校×下克上学園 最強ヤンキー王」（日本テレビ）
  - 決定戦！（2022年10月11日）
  - 後半戦！（2022年10月25日）
  - 最終決戦！（2022年11月1日）
- 2022FNS歌謡祭 第1夜（2022年12月7日、フジテレビ） - ミュージカル『刀剣乱舞』刀剣男士 team江 村雲江 役
- うたコン（2024年6月11日、NHK総合） - 刀剣男士 formation of 江 おん すていじ 村雲江 役
- 夜な夜なプロジェクト（2025年5月2日・5月9日・5月16日、BSフジ）

### ラジオ番組
- 『BLUE IN GREEN』MON CAFÉ FAV STYLE（2024年11月30日、J-WAVE）
- 『永田聖一朗の腹がよじれるくらい笑えるラジオ』（2025年9月 - 、TOKYO FM ポッドキャスト）

### 映画
- 仮面ライダーガッチャード ザ・フューチャー・デイブレイク（2024年7月26日、東映） - 鳳桜・カグヤ・クォーツ / 仮面ライダーレジェンド 役[67][68]

### CM
- 仮面ライダーレジェンド「変身ベルト DXレジェンドライバー」（2024年3月 - 、バンダイ） - ナレーション[69]
- 仮面ライダーバトル ガンバレジェンズ シンクロ神話2章（2024年5月 - ） - ナレーション[70]

### ゲーム
- 誰ガ為のアルケミスト（2020年、フューリー）
- 仮面ライダーバトル ガンバレジェンズ（シンクロ神話第2章）（2024年5月23日 - 、仮面ライダーレジェンド）[71]

### イベント
- ミュージカル『テニスの王子様』TSC会員限定イベント「テニミュ サポーターズクラブ プレミアム パーティー vol.11」（2016年11月1日、品川プリンスホテル ステラボール）[72]
- ジャンプフェスタ2017[73]
  - マーベラスブース（2016年12月17日・18日、幕張メッセ）
    - テニミュVR - 菊丸英二 役（映像出演）
    - テニミュモバイル WEB RADIO先行配信（音声のみ）
- ミュージカル『テニスの王子様』BD&DVD発売記念イベント
  - 青学vs六角 大阪近郊会場（2017年7月29日、泉佐野市立文化会館エブノ泉の森ホール）[74]
  - Dream Live 2017 夜の部（2017年11月24日、かつしかシンフォニーヒルズ モーツァルトホール）[75]
  - 青学vs立海 東京近郊会場（2018年5月11日、和光市民文化センター サンアゼリア）[76]
  - バラエティ・スマッシュ！Vol.3 昼の部（2018年5月27日）[77]
- 郁巳と仁愛のファン感謝イベント『しゃべり部！』（2018年3月24日、東京カルチャーカルチャー） - ゲスト出演
- ミュージカル『テニスの王子様』15周年記念 シャカリキ応援！テニミュ上映祭[78]
  - 青学vs六角（2018年6月16日、新宿ピカデリー 他）
  - 青学vs立海（2018年6月23日、新宿ピカデリー 他）
  - 青学vs比嘉（2018年6月30日、新宿ピカデリー 他）
- 永田聖一朗 20th Birthday Event（2018年7月1日、スペースFS汐留）
- 永田聖一朗×HeM sports 店頭イベント（2018年10月8日、スポーツオーソリティ幕張新都心店）
- 永田聖一朗 2019年版カレンダー発売記念イベント（2018年11月17日、羽田空港 TIAT SKY HALL）
- 「俺たちマジ校デストロイ」マジ校購買部出張版（2019年6月30日、有楽町マルイ8F イベントスペース）
- 舞台『機動戦士ガンダム00 -破壊による再生- Re:Build』Blu-ray・DVD発売記念トークショー付上映会（2019年8月2日、新宿ピカデリー）
- 永田聖一朗 21st Birthday Event（2019年8月4日、音楽の友ホール）
- ミュージカル『テニスの王子様』秋の大運動会 2019（2019年10月9日） - ゲスト出演
- 『永田聖一朗 2020年カレンダー』発売記念イベント（2019年11月23日、東京カルチャーカルチャー）
- 『戦国BASARA バサラ祭2020〜立春の宴〜』（2020年2月11日、中野サンプラザ）
- 時速246億 今からでも間に合う「バック・トゥ・ザ・ホーム」のすべて&永田聖一朗を知ろうイベント（2022年5月22日、雷5656会館 ときわホール） - 映像出演
- 田村升吾 24th Birthday Event（2022年5月28日、音楽の友ホール） - 映像出演
- 笹森裕貴 バースデーイベント2022 〜ひろき、爆誕25周年〜（2022年7月2日、浜離宮朝日ホール・小ホール） - 2部 映像出演
- 『永田聖一朗 24th Birthday Event』（2022年7月9日、R'sアートコート）
- ネルケWESTプロジェクト「2.5次元 大上映祭 2022」第1弾「2.5次元 大上映祭 2022」〜RICE on STAGE「ラブ米」〜（2022年8月6日、AiiA 2.5 Theater Kobe）
- 「石川凌雅 Birthday Event 2022」（2022年8月13日、烏山区民会館） - 1部 映像出演
- 『ACTORS☆LEAGUE in Baseball 2022』（2022年8月22日、東京ドーム） - BLACK WINGS チームメンバー [79]
- 『牧島輝 バースデーイベント2022』（2022年9月11日、大阪 エル・シアター） - 2部 映像出演
- 『ACTORS☆LEAGUE in Basketball 2022』（2022年10月11日、東京体育館メインアリーナ） - DREAM CATERPILLARS チームメンバー
- YUSUKE TAKEMOTO fanmeeting 2022 Colorless-Colorful（2022年10月16日、R'sアートコート） - 1部 ゲスト出演
- SUI創立５周年記念イベント『SUI Event 2022』（2022年12月28日、山野ホール）
- 「第6回ももいろ歌合戦」（2022年12月31日 - 2023年1月1日、日本武道館）
- 『永田聖一朗 2023カレンダー発売記念イベント』（2023年1月29日、星稜会館）
- オダイバ!! 超次元音楽祭-ヨコハマからハッピーバレンタインフェス2023-（2023年2月11日、ぴあアリーナMM）
- 特殊ミステリー歌劇「心霊探偵八雲」-思考のバイアス-コラボカフェ（2023年3月17日、Mixalive TOKYO 4階【Studio Mixa】）
- 『富園力也 Birthday Event 2023』（2023年10月1日、ベルサール 虎ノ門） - 1部 映像出演
- 『ACTORS★LEAGUE in Basketball 2023』（2023年10月11日、東京体育館メインアリーナ） - DREAM CATERPILLARS チームメンバー
- 「あくたーず☆りーぐ アートフェスタ in よみうりランド」（2023年11月18日 - 19日、よみうりランド） - アート作品出展参加
- 「永田聖一朗 2024カレンダー 発売記念イベント」（2024年1月20日、浜離宮朝日ホール 小ホール）
- SUI Event2024 〜PHOTO BOOK HAWAII&OKINAWA・Blu-ray&DVD発売記念イベント〜（2024年3月20日、横浜・新都市ホール）
- SUI PHOTO BOOK in HAWAII 手渡し会（2024年3月31日、LMJ東京研修センター4F・5F 5L・5LL・4XL会議室）
- 『仮面ライダーガッチャード ガッチャンコFESTIVAL!!』DAY2（2024年5月4日、グランドプリンスホテル新高輪 大宴会場 飛天）
- 『永田聖一朗Fanmeeting 2024』（2024年7月20日、東京証券会館）
- テレビ朝日・六本木ヒルズ 夏祭り SUMMER STATION（2024年7月23日、SUMMER STATION LIVEアリーナ）
  - 「仮面ライダーガッチャード」「爆上戦隊ブンブンジャー」ヒーローショー／夏映画スペシャルイベント
- ネルケプランニング30th ANNIVERSARY 『ネルフェス2024』（2024年8月20日、日本武道館）
- 『ACTORS☆LEAGUE in Basketball 2024』（2024年9月3日、東京体育館メインアリーナ）- DREAM CATERPILLARS チームメンバー
- 永田聖一朗 Official Site＆Official fanclubオープン記念 ファンクラブ限定グッズ購入特典 オンライントーク会（2024年9月6日、永田聖一朗Officialfanclub Bitfanアプリ）
- 『仮面ライダーガッチャード ファイナルステージ』（2024年9月28日、オリックス劇場）
- 加藤大悟 BIRTHDAY EVENT 2024 #だいごの日（2024年9月23日、日経ホール）- 映像出演
- チャレンジDVD企画「永田聖一朗の漢を磨け！」お渡し会（2024年10月8日 - 9日、快・決いい会議室新宿店 HALL-B）
- 宮交シティ開業51周年記念

『Nobunaga Sato FANMEETING Vol.4 inMIYAZAKI』（2024年11月24日、宮交シティ 紫陽花ホール）- 1部・2部 ゲスト出演
- 永田聖一朗 1st写真集 SEIRIOS 発売記念イベント お渡し会（2024年12月14日、HMVエソラ池袋 / 12月21日、HMV&BOOKS SHINSAIBASHI）
- 永田聖一朗 1st写真集 SEIRIOS 発売記念バトル(?)イベント（2024年12月15日、タワーレコード渋谷）
- 『永田聖一朗Fanmeeting 2025』（2025年1月12日、CITY HALL&GALLERY GOTANADA / 2025年1月25日、しずぎんホール ユーフォニア）
- Tomoya Fukui Birthday Event 2025（2025年1月25日、YES THEATER）- 映像出演
- ネルケプランニング30th ANNIVERSARY『ネルフェス2024』後夜祭！（2025年1月17日 - 26日、TOKYO DOME CITY HALL）- 映像出演
- Seiichiro Nagata Calendar 2025-2026 お渡し会（2025年3月30日、KFC Hall 2nd / 4月5日、CIVI研修センター新大阪東）
- 笹森裕貴バースデーイベント2025 〜梅雨の晴天（ハレオトコ）〜 （2025年6月28日、ベルサール飯田橋ファースト）- 2部 映像出演
- 「立花裕大BIRTHDAY EVENT2025」（2025年6月29日、昭和大学上條記念館 上條ホール）- 1部 映像出演
- SHIBUYA TSUTAYA×永田聖一朗 コラボレーションカフェ『ながたのなつやすみ』（2025年8月7日 - 8日、SHIBUYA TSUTAYA）
- 永田聖一朗 BIRTHDAY EVENT 2025（2025年9月20日 マジック回、浜離宮朝日ホール 小ホール / 2025年9月23日 催眠術回、朝日生命ホール）

### Web番組
- 2.5D公式チャンネル（2017年5月25日、FRESH!）[80]
- 「永田聖一朗・松村優のWhat do you say？」（ニコニコ生放送）
- 『SUIチャンネル』（ニコニコ生放送）
  - vol.3 （2020年10月19日） - キャスト：永田聖一朗
  - vol.6 （2020年11月30日） - キャスト：永田聖一朗・田村升吾・福島海太
  - vol.8 （2020年12月14日） - キャスト：永田聖一朗・田村升吾・中村太郎
  - vol.10 （2021年1月4日） - キャスト：永田聖一朗・吉村駿作
  - vol.19 （2021年4月8日） - キャスト：永田聖一朗
  - vol.21 （2021年5月24日） - キャスト：永田聖一朗
  - vol.25『田村升吾・ 永田聖一朗バースデーグッズ発売記念配信』（2021年月6月14日） - キャスト：田村升吾・永田聖一朗
  - vol.27『永田聖一朗 23rd BIRTH DAY 特別番組』（2021年7月9日） - キャスト：永田聖一朗・ゲスト：山﨑晶吾
  - vol.30 （2021年8月16日） - キャスト：永田聖一朗
  - vol.34 （2021年月9月30日） - キャスト：田村升吾・永田聖一朗
  - vol.40『永田聖一朗 2022カレンダー発売記念 特別番組』（2021年月12月4日） - キャスト：永田聖一朗
  - vol.49『内藤大希 34th BIRTH DAY 特別番組』（2022年月2月18日） - キャスト：内藤大希・MC：永田聖一朗
  - vol.50『吉村駿作 27th BIRTH DAY 特別番組』（2022年3月6日） - キャスト：吉村駿作・MC：永田聖一朗
  - vol.54 （2022年4月12日） - キャスト：永田聖一朗
  - vol.61『永田聖一朗 24th BIRTH DAY 特別番組 』（2022年7月13日） - キャスト：永田聖一朗
  - vol.67 （2022年9月5日） - キャスト：永田聖一朗
  - vol.70 （2022年10月13日） - キャスト：永田聖一朗
  - vol.95『永田聖一朗25th BIRTH DAY 特別番組』（2023年7月9日）- キャスト：永田聖一朗
  - vol.103 （2023年9月25日） - キャスト：永田聖一朗
  - vol.116 （2024年1月24日） - キャスト：永田聖一朗・田村升吾

- 舞台ナナシ開幕記念！スペシャルキャスト座談会 （2023年10月27日、DMM TV）[81]
- 東映特撮 YouTube Official
  - 「仮面ライダー令和のゴージャス運動会」（2024年8月17日 - 25日、YouTube）- 仮面ライダーレジェンド 役
  - 【仮面ライダーガヴ変身講座②】仮面ライダーヴァレン編（2024年12月8日、YouTube）- 仮面ライダーレジェンド 役
  - 仮面ライダーガッチャード「ガッチャラジオ」（第9回 2025年1月2日 / 第15回 2025年2月13日、YouTube）- ゲスト出演
  - 「ナンバーワン戦隊ゴジュウジャー アニバーサリー討論会」（2025年2月9日、YouTube）- 仮面ライダーレジェンド 役
- 佐藤信長の「旅する信長」
  - 3周年記念番組 in 宮崎（2024年11月25日、OPENREC.tv）
  - in タイ（2025年1月30日、OPENREC.tv）
  - ゲスト永田聖一朗（2025年2月24日、OPENREC.tv）
- 2.5次元やっぱニコメン【永田聖一朗 生出演】「おさんぽnavi Walk1」配信記念特番（2025年3月17日、ニコニコ生放送）[82]

### Web
- 「エンタメステーション」（2018年4月3日公開）[83]

## ディスコグラフィ

### シングル
- ミュージカル『刀剣乱舞』 －東京心覚－ 両Ａ面シングルCD 『問わず語り/焔』刀剣男士 formation of 心覚（2021年12月1日発売）
- シングルCD『VIVA CARNIVAL』刀剣男士 formation of 江 おん すていじ（2024年5月22日発売）

### アルバム
- ミュージカル『刀剣乱舞』
  - ―東京心覚― 刀剣男士 formation of 心覚（2022年3月2日発売）
  - 江 おん すていじ ～新編 里見八犬伝～ 刀剣男士 formation of 江 おん すていじ（2024年8月21日発売）
  - 江 おん すていじ ぜっぷつあー 刀剣男士 formation of 江 おん すていじ（2025年5月2日発売）
- 仮面ライダーガッチャード SONG BEST ▼CD-BOX単品販売CD（2024年9月4日、avex trax）

### CD BOX
- 仮面ライダーガッチャードCD-BOX（2024年9月4日、avex trax）

### 配信
- ミニアルバム『VIVA CARNIVAL』刀剣男士 formation of 江 おん すていじ（2023年12月11日配信開始）
- 『始まりの風／Wassa! Wassa!』刀剣男士 大編成 ㊇2023（2024年1月31日配信開始）
- Living Legend （『仮面ライダーガッチャード』キャラクターソング）鳳桜・カグヤ・クォーツ(永田聖一朗）（2024年4月14日配信開始）

## 作品

### DVD
- チャレンジDVD企画「永田聖一朗の漢を磨け！」（2024年10月発売）

### 雑誌
- 『Sparkle』
  - vol.57 W表紙＋巻末特集 永田聖一朗（パーソナル・インタビュー）・特別冊子（ZINE）『Sparkle Culture 永田聖一朗』同時発売（2024年7月23日、株式会社メディアボーイ）[84]
  - vol.61 SHIBUYA TSUTAYA コラボレーションカフェ『ながたのなつやすみ』撮影レポート（2025年7月7日、株式会社メディアボーイ）
- アニメディア 2025年3月号（2025年2月10日、学研）
- 仮面ライダーガッチャード公式完全読本（2025年3月3日、ホビージャパン）
- SODA 9月号【グラビアインタビュー】井上正大×永田聖一朗（2025年7月23日、ぴあ）
- アニメージュ9月号（2025年8月7日、徳間書店）

### Web雑誌
- ヤンマガWeb『推しメンFile』永田聖一朗（2024年7月4日・7月11日、講談社）[85][86][87]
- WEB ザテレビジョン 永田聖一朗インタビュー（2025年7月26日、KADOKAWA）[88]

### Web連載
- 双葉社 THE CHANGE 連載・永田聖一朗の「予定は未定。」（2025年7月9日 - 、双葉社）[89][90]

### 写真集
- 永田聖一朗 推しメンFile【全100P】ヤンマガデジタル写真集（2024年9月27日、講談社）
- 永田聖一朗 1st写真集『SEIRIOS』（2024年12月3日、KADOKAWA）[91]

### AUDIO BOOK
- dwango.jp おさんぽnavi Walk1 永田聖一朗（2025年3月17日、ドリームライン）

### PHOTO BOOK
- 旅する信長 PHOTOBOOK 〜THAILAND〜 佐藤信長・永田聖一朗（2025年8月29日、RABB!T PARTY）